# Lairière
Lairière é uma comuna francesa na região administrativa de Occitânia, no departamento de Aude. Estende-se por uma área de 13,08 km². Em 2010 a comuna tinha 55 habitantes (densidade: 4,2 hab./km²).